# Свемир (космологија)
Свемир је празнина која се налази између небеских тела. Она није потпуно празна, али се састоји из високог вакуума мале густине честица, међу којима доминира плазма хидрогена и хелијума, као и електромагнетна радијација, магнетска поља, неутрини, космичка прашина и космички зраци. Основна температура, успостављена спољном космичком радијацијом изазваном Великим праском износи 2.7 келвина (K). Плазма са густином од мање од једног атома хидрогена по кубном метру и температура од неколико милиона келвина у простору између галаксија представља најбарионичнију материју у свемиру; локалне концентрације су кондензирале и сада чине звезде и галаксије. У већини галаксија, осматрања пружају доказ да је 90% масе непознатог порекла и материјала који се назива тамна материја, и која реагује у додиру са другим материјама кроз гравитационе, али не и електромагнетне силе. Подаци указују на то да је већина једнакости масе и енергије у свемиру који се може посматрати лоше схваћена енергија вакуума свемира коју астрономи називају тамном енергијом. Међугалактички свемир заузима највећи део свемира, али чак се и галаксије и звездани системи скоро у потпуности састоје из празног простора.
Не постоји дефинитивна граница која указује на то где почиње свемир. Међутим, Карманова линија, на висини од 100 km (62 mi) изнад нивоа мора, се конвенционално користи као почетак свемира у свемирским уговорима и ради одржавања записа о ваздушно-космичком простору. Оквир интернационалног свемирског закона је успостављен Уговором о свемиру, који су саставиле Уједињене нације 1967. године. Овај уговор искључује могућност било каквих потенцијалних идеја о националном суверенитету и дозвољава свим државама да слободно истражују свемир. Године 1979. су потписивањем Месечевог уговора све површине објеката као што су планете као и орбитални простор око тих тела, стављене под јурисдикцију интернационалног комитета. Упркос састављању резолуција Уједињених нација о мирном коришћењу свемира, већ су испитана анти-сателитска оружја у подручју Земљине орбите.
Људи су започели физичко истраживање свемира током 20. века појавом високолетећих балона, што је касније било испраћено и слањем ракета у свемир са људском посадом. Земљину орбиту је први посетио Јуриј Гагарин из Совјетског Савеза 1961. године, и од тада па до сада су свемирске летелице без посаде посетиле све познате планете Сунчевог система. Због високе цене одласка у свемир, свемирске летелице са посадом су своје посете ограничиле на ниски део Земљине орбите и Месец. У августу 2012. године, Војаџер 1 је била прва летелица која је ушла у међузвездани простор.
Свемир представља средину која је човечанству велики изазов за истраживање због вакуума и радијације. Нулта гравитација има негативан утицај на људску психу, те изазива како атрофију мишића, тако и губитак костију. Поред проналажења решења за ове здравствене и проблеме животне средине, људи ће такође морати да пронађу начин како би значајно смањили цену одласка у свемир, ако би желели да постану цивилизација која није ограничена свемиром.

## Откриће
Године 350. п. н. е., грчки филозоф Аристотел је предложио да се природа гнуша вакуума, horror vacui. Овај концепт се заснива на онтолошком аргументу из 5. века пре нове ере грчког филозофа Парменида, који је порекао постојање празнине у свемиру. На основу ове идеје да вакуум не може постојати, у Западној култури је током много векова била распрострањена идеја да свемир не може бити празан. Тек у 17. веку, француски филозоф Рене Декарт је изнео аргументе да цео свемир мора бити испуњен нечиме.
У древној Кини су постојале разне мислилачке школе које су се бавиле природом неба, међу којима су се неке залагале за идеје које су доста сличне данашњим схватањима свемира. У 2. веку, астроном Џанг Хенг је био убеђен да је свемир безграничан, и да се простире далеко изван механизма који је одржавао Сунце и звезде. Преживеле књиге Ксуанг је школе говоре да су небела била безгранична, "празна, и немају никакве супстанце у себи". Такође, "Сунце, Месец и пратеће звезде лебде у празном простору, да ли крећући се или стојећи".
Италијански научник Галилео Галилеј је знао да ваздух има масу и да стога подлеже гравитацији. Године 1640. је демонстрирао да се једна успостављена сила одупрла формирању вакуума. Међутим, тек ће његов ученик Еванђелиста Торичели направио апарат који је произвео вакуум 1643. године. Овај експеримент је резултирао првим барометром са живом, те је направио научну сензацију у Европи. Француски математичар Блез Паскал је сматрао да ако је стуб живе подржан од стране ваздуха, онда би стуб био краћи на већој висини, где је ваздушни притисак нижи. Године 1648. је његов зет, Флорин Перије, поновио експеримент на планини Пуи де Дом у централној Француској, те је открио да је стуб био краћи за три инча. Ово умањење у притиску је касније даље приказано ношењем полу-пуног балона уз планину и посматрањем његовог постепеног надувавања, а затим и постепеног издувавања по силаску.
Године 1650. је немачки научник Ото фон Герике конструисао прву вакуумску пумпу: уређај који је могао даље да оповргне принцип horror vacui. Он је тачно приметио да атмосфера Земље окружује планету као оклоп, са густином која се постепено смањује са висином. Закључио је да мора да постоји вакуум између Земље и Месеца.
У 15. веку, немачки геолог Никола Кузански је шпекулисао да универзум није имао центар и обим. Није веровао да универзум, иако није неограничен, није могао бити сматран ограниченим, с обзиром на то да није имао никакве границе у оквиру којих би могао бити задржан. Ове идеје су довеле до шпекулација о бесконачној димензији свемира италијанског филозофа Ђордана Бруна у 16. веку. Проширио је Коперникову хелиоцентричну космологију до концепта бесконачности универзума испуњеног супстанцом која се назива етар, и која се не одупире кретању небеских тела. Енглески филозоф Вилијам Гилберт је дошао до сличног закључка, тврдећи да су звезде видљиве нама само зато што су окружене танким етром или празнином. Овај концепт етра је настао међу древним грчким филозофима, међу којима су Аристотел, који је из њега саставио теорију о томе како се крећу небеска тела.
Концепт универзума испуњеног етром је остао у моди међу неким научницима све до почетка 20. века. Овај облик етра је виђен као медиј кроз који би већина светлости могла да се рашири. Године 1887. је путем Мајкелсон-Морлијевог експеримента покушано да се открије кретња Земље путем посматрања промена у брзини светлости, која зависи од смера кретања планете. Међутим, нула резултат је показао да постоји нека грешка у концепту. Тада је идеја о етру напуштена, те је замењена специјалном теоријом релативитета Алберта Ајнштајна, којом се тврди да је брзина светлости у вакууму фиксна константа, независна у односу на претњу посматрача или референтног оквира.
Први професионални астроном који је подржао концепт бесконачног универзума је био Енглез Томас Дигз 1576. године.  Али, скала универзума је остала непозната све до првог успешног мерења удаљености оближње звезде 1838. године од стране немачког астронома Фридриха Бесела. Он је показао да је звезда 61 Сигни имала паралаксу од само 0.31 арксекунди (у поређењу са савременом вредношћу од 0.287″). Ово одговара удаљености од преко 10 светлосних година. Удаљеност од Андромедине галаксије је утврђена 1923. године од стране америчког астронома Едвина Хабла мерењем светлости цефеиде у тој галаксији, што је нова техника коју је открила Хенријета Левит. Овим је утврђено да се Андромедина галаксија налази изван Млечног пута.
Најранија позната процена температуре свемира је начињена од стране швајцарског физичара Чарлса Едварда Гијома 1896. године. Користећи процењену радијацију позадинских звезда, закључио је да свемир мора бити загрејан до температуре од 5–6 калвина. Британски физичар Артур Едингтон је направио сличне прорачуне да би извео температуру од 3.18° 1926. године. Године 1933. је немачки физичар Ерик Регенер је користио тоталну измерену енергију космичких зрака да би проценио међугалактичку температуру која износи 2.8 калвина.
Савремени концепт свемира се заснива на теорији великог праска, која је први пут поменута 1931. године од стране белгијског физичара Жоржа Леметра. Ова теорија тврди да је видљиви свемир настао из веома компактног облика који је од тада био субјекат сталне експанзије. Спољашња енергија која се испуштала током првобитне експанзије се стабилно смањивала у густини, што је одвело до тога да су 1948. године амерички физичари Ралф Алфер и Роберт Херман предвидели да температура свемира износи 5 калвина.
Термин свемир је први пут коришћен 1842. године од стране енглеске песникиње Леди Емелин Стјуарт-Вортли у њеној песми "Девојка из Москве". Израз свемир је први пут искористио као астрономски термин Александар фон Хумболт 1845. године.  Касније је популаризован у писмима и делима Херберта Џорџа Велса 1901. године.

## Формирање и стање
Према теорији Великог праска, универзум је настао из једног врло топлог и густог стања пре око 13,8 милијарди година, те је убрзано почео да се шири. Око 380.000 година касније се универзум охладио довољно да би дозволио електронима и протонима да се споје и формирају хидроген, и то је такозвана епоха рекомбинације. Када се ово догодило, материја и енергија су се одвојиле, и тиме дозволиле фотонима да слободно путују свемиром. Материја која је остала након првобитне експанзије је од тада подвргнута гравитационом колапсу да би од ње биле створене звезде, галаксије и други астрономски објекти, оставивши за собом дубоки вакуум који формира оно што ми данас називамо свемиром. Како светлост има коначну брзину, ова теорија такође и ограничава величину директно видљивог универзума. Ово оставља отворено питање о томе да ли је универзум ограничен или неограничен.
Данашњи облик универзума је утврђен из мерења космичког позадинског зрачења користећи се сателитима. Ове опсервације указују на то да је видљиви универзум раван, што значи да ће фотони на паралелним путањама у једном тренутку остати паралелни док путују кроз свемир, све до границе видљивог универзума, осим под утицајем локалне гравитације. Равни универзум, заједно са измереном масом густине универзума и убрзаном експанзијом универзума указују на то да свемир има енергију вакуума која није равна нули, и која се назива тамна енергија.
Према проценама, просечна густина енергије универзума је еквивалентна износу од 5.9 протона по кубном метру, укључујући и тамну материју, тамну енергију и барионску материју (обична материја сачињена од атома). Атоми заузимају само 4,6% тоталне густине енергије, или густине једног протона по четири кубна метра. Густина универзума, међутим, дефинитивно није униформисана; варира од релативно високе густине у галаксијама, укључујући и врло високу густину у структурама у оквиру галаксија, као што су планете, звезде, и црне рупе, до услова у потпуним празнинама који имају много мању густину, бар што се тиче видљиве материје. Супротно од материје и тамне материје, тамна енергија није концентрисана у галаксијама: иако тамна енергија може бити одговорна за већину масивне енергије у универзуму, утицај тамне енергије износи 5 редова величине мање у односу на материју и тамну материју Млечног Пута.

## Средина
Свемир је најближи природни пример савршеног вакуума. У њему нема трења, што дозвољава звездама, планетама и месецима да се слободно крећу кроз своје идеалне орбите. Међутим, чак и дубоки вакуум међугалактичког свемира није лишен материје, и садржи пар водоникових атома по кубном метру. У поређењу са тим, ваздух који ми удишемо садржи око 1025 молекула по кубном метру. Мала густина материје у свемиру значи да електромагнетска радијација може да путује великим удаљеностима без расипања: средња слободна стаза фотона у међугалактичком простору износи око 1023  километара, или 10 милијарди светлосних година. Упркос томе, изумирање, коју чине апсорпција и расипање фотона прашином и гасом, је врло важан фактор галактичке и међугалактичке астрономије.
Звезде, планете и месеци задржавају своје атмосфере гравитационим привлачењем. Атмосфере немају јасно одређене границе: густина атмосферског гаса се постепено смањује са удаљавањем од објекта све док не постане неприметна у односу на околину. Атмосферски притисак Земље пада за око 0.032  Pa на висини од 100 km, у поређењу са 100,000 Pa дефиниције Интернационалне уније за чисту и примењену хемију за стандардан притисак. Преко ове висине, притисак изотропског гаса брзо постаје неприметан у поређењу са притиском радијације од Сунца и динамичког притиска соларног ветра. Термосфера у овом спектру има високи градијент притиска, температуре композиције, те доста варира због свемирског времена.
На Земљи, температура је дефинисана као кинетичка активност окружујуће атмосфере. Међутим, температура вакуума не може бити измерена на овај начин. Уместо тога, температура се утврђује мерењем радијације. Сав видљиви универзум је испуњен фотонима који су створени приликом Великог праска, који је познат као космичко позадинско зрачење. Тренутна температура црног тела позадинског зрачења износи око −270 °C. Одређене области свемира могу садржати врло енергетске честице које имају много вишу температуру него космичко позадинско зрачење, као што је корона Сунца где температуре могу варирати више од 1.2–2.6 MK.
Изван заштитне атмосфере и магнетског поља, има пар препрека за пролазак енергетских субатомских честица кроз свемир, а то су космички зраци. Ове честице имају енергију која варира од 106 eV до екстремних 1020 eV ултра високо-енергетских космичких зрака. Врхунац флукса космичких зрака се догађа при енергији од око 109 eV, са отприлике 87% протона, 12% хелијумских нуклеуса и 1% тежих нуклеуса. У спектру високе енергије, флукс електрона садржи само 1% флукса протона. Космички зраци могу оштетити електронске компоненте и могу представљати претњу по здравље свемирским путницима. Према астронаутима, као што је Доналд Петит, свемир има мирис изгорелог и мирис метала, сличан мирису апарата за варење.
Упркос суровом окружењу, неколико облика живота је пронађено који могу издржати екстремне услове свемира на дуже периоде. Врсте лишаја које је Свемирска агенција однела у свемир су издржала подлагање свемирским условима током десет дана 2007. године. Семење Arabidopsis thaliana и Nicotiana tabacum су проклијала након што су била изложена свемирским условима током периода од годину и по дана. Род bacillus subtilis је преживео 559 дана када је био подвргнут ниској Земљаној орбити или симулираном марсовском окружењу. Хипотеза панспермија предлаже да камење избачено у свемир са планета на којима има живота могу успешно пренети облике живота до другог насељивог света. Постоји претпоставка да се такав сценарио и догодио у раним данима живота нашег Сунчевог система, са потенцијалним микроорганизмима, при чему је камење размењено између Венере, Земље и Марса.

### Утицај на људско тело
Нагло излагање врло ниском притиску, као што је ситуација током брзе декомпресије, може изазвати баротрауму—повреду плућа, изазване великом разликом у притиску између унутрашњости и спољашњости грудног коша. Чак и ако је дисајни пут жртве потпуно отворен, проток ваздуха кроз душник може бити превише спор да би спречио пуцање или повреду. Брза декомпресија може изазвати повреду бубне опне и синуса, модрице и крварење меког ткива, а шок може изазвати повишену конзумацију кисеоника, што води до хипоксије.
Као последица брзе декомпресије, било који кисеоник растворен у крви ће се испразнити у плућима, да би покушао да уједначи градијент парцијалног притиска. Када дезоксигенисана крв доспе до мозга, људи и животиње ће изгубити свест након пар секунди и умрети од хипоксије у року од пар минута. Крв и остале телесне течности кључају када притисак падне испод 6,3 Pa, и ово здравствено стање се назива еболизам. Пара може надути тело на два пута његове величине и може успорити циркулацију, али је ткиво еластично и има довољно пора да би спречио пуцање. Еболизам је успорен притиском на крвне судове, те део крви остаје у течном стању. Отицање и еболизам могу бити умањени ношењем специјалног одела за летење. Свемирски астронаути носе еластично одело које спречава еболизму при притиску ниском чак и до 2 kPa. Свемирска одела су потребна на 8 km удаљености од Земље да би обезбедили довољно кисеоника за дисање и да би се спречио губитак воде, док су изнад 20 km обавезна ради спречавања еболизма. Већина свемирских одела у себи имају око 30–39 kPa чистог кисеоника, што је отприлике иста количина која се налази и на површини Земље. Овај притисак је довољно висок да би спречио еболизам, али испаравање азота који се раствара у крви још увек може изазвати мучнине због декомпресије и еболизам гаса, ако се не третира.
Пошто су људи навикнути на живот у гравитацији Земље, излагање бестежинском стању има доказане штетне ефекте на здравље људског тела. У почетку је више од 50% астронома патило од мучнине узроковане путовањем свемиром. Ово може изазвати мучнину, повраћање, вртоглавицу, летаргичност, и уопштено осећај болести. Трајање осећаја болести варира, али углавном траје 1–3 дана, након чега се тело прилагођава новој средини. Дуже излагање бестежинском стању може резултовати атрофијом мишића, пропадањем скелетона и свемирском остеопенијом. Ови утицаји могу бити умањени кроз режим вежби. Међу друге ефекте спадају редистрибуција течности, успоравање кардиоваскуларног система, умањена продуктивност црвених крвних зрнаца, поремећаји равнотеже и ослабљивање имуног система. Мањи симптоми су губитак телесне масе, назална конгестија, поремећај сна и надувеност лица.
Током дужих путовања свемиром, радијација може представљати акутни здравствени проблем.
Излагање изворима радијације, као што су јонизирани космички зраци високе енергије могу резултовати умором, мучнином, повраћањем, као и оштећењем имуног система и проне броја белих крвних зрнаца. Током дужег периода, међу симптоме спадају повећани ризик добијања рака, оштећење очног вида, плућа и гастроинтестиналног тракта.

## Граница
Не постоји јасна граница између Земљине атмосфере и свемира, пошто густина атмосфере постепено опада како се висина повећава. Постоји неколико одређених стандардних граница, међу којима су:
- Међународна ваздухопловна федерација је успоставила Карманову линију на висини од 100 km као радну дефиницију за границе између аеронаутике и астронаутике. Ово се користи јер на висини од око 100 km, како је Теодор фон Караман прорачунао, возило би морао да путује брже од орбиталне брзине да би изазвао довољан аеродинамички узгон из атмосфере да би само себе одржало.[4]
- Сједињене Америчке Државе сматрају све људе који путују на висини изнад 50 mi (80 km) астронаутима.[31]
- Контрола мисије НАСА-е користи висину од 76 mi (122 km) као своју висину поновног уласка у Земљину атмосферу, што отприлике означава границу где аеродинамички отпор постаје приметан (зависећи од балистичког коефицијента возила), што наводи шатлове да промене начин летења са волана са подизачима на маневрисање ваздушним површинама.

Године 2009. су научници на универзитету у Калгарију саставили детаљне мере са супра-термалним еонским имиџером (инструмент који мери правац и брзину еона), што им је пружило прилику да успоставе границу на висини од 118 km изнад Земље. Ова граница представља средину постепене транзиције преко десетина километара са релативно слабих ветрова Земљине атмосфере на много агресивније токове напуњених честица у свемиру, које могу достигнути брзине од преко 268 m/s.
Висина на којој се атмосферски притисак подудара са притиском водене паре на температуру људског тела се назива Армстронгова граница, која је добила име по америчком физичару Харију Армстронгу. Налази се на висини од око 19,14 km. На или изнад Армстронгове границе, течности у грлу и плућима ће прокувати. Тачније, све телесне течности као што су пљувачка, сузе и течност која влажи алвеоле у плућима ће прокувати. Стога, на овој висини људско тело мора бити обложено адекватним оделом са притиском, или бити у капсули под притиском да би преживело. Регион између Армстронгове границе и Карманове линије се понекада назива блиски свемир.

## Легални статус
Свемирски споразум пружа основни оквир интернационалног свемирског закона. Покрива легалну употребу свемира од стране националних држава, те дефиницију свемира, Месеца и других небеских тела. Споразум указује на то да је свемир слободан простор који све националне државе могу истраживати, и не може бити подвргнут тврдњама националног суверенитета. Такође забрањује развијање нуклеарног оружја у свемиру. Овај споразум је саставила Генерална скупштина Организације уједињених нација 1963. године, а 1967. године су га потписали Совјетски Савез, Сједињене Америчке Државе и Велика Британија. Од 1. јануара 2008. године, уговор је признало 98 земаља, а потписало додатних 27.
Почевши 1958. године, свемир је субјекат разних резолуција Генералне скупштине Организације уједињених нација. Међу њима, више од 50 се тичу интернационалне кооперације коришћења свемира у мировне сврхе и спречавања војне трке у свемиру. Четири додатна уговора о свемирским законима су састављена и преговарана од стране Комитета ОУН о мировном коришћењу свемира. Међутим, још увек не постоји званична забрана слања конвенционалног оружја у свемир, те су анти-сателитска оружја врло успешно тестирана од стране Сједињених Америчких Држава, Совјетског Савеза и Кине. Месечев уговор из 1979. године је предао јурисдикцију над свим небеским телима (укључујући орбите око таквих тела) интернационалној заједници. Међутим, овај уговор не може бити ратификован од стране било које нације која тренутно поседује свемирске летелице са људском посадом.
Године 1976, осам екваторијалних земаља, међу којима су (Еквадор, Колумбија, Бразил, Република Конго, Демократска Република Конго, Уганда, Кенија, и Индонезија) су се састале у Боготи у Колумбији. саставиле су "Декларацију првог састајања екваторијалних земаља," познату и под именом "Декларација у Боготи", где су изнеле тврдњу да оне контролишу део геосинхроне орбиталне путање која одговара свакој од ових земаља. Ове тврдње нису интернационално прихваћене.

## Земљина орбита
Свемирска летелица улази у орбиту када има довољно велико хоризонтално убрзање за своје центрипетално убрзање због гравитације која је мања или једнака центрифугалном убрзању, које је последица хоризонталне компоненте њеног убрзања. За ниску Земљину орбиту, ово убрзање износи око 7800 m/s; у поређењу са тим, највећа брзина коју један авион са људском посадом може достигнути износила је 2200 m/s 1967. године, и ту брзину је достизао само авион North American X-15.
Да би ушао у орбиту, свемирска летелица мора путовати брже него суб-орбитална свемирска летелица. Енергија потребна да би се достигла Земљана орбитална брзина на висини од 600 km износи око 36 MJ/kg, што представља шест пута већу енергију него што је потребно да би се само достигла кореспондирајућа висина. Свемирске летелице са перигејом од испод 2,000 km су подложне одвлачењу из Земљине атмосфере, што би изазвало опадање орбиталне висине. Степен орбиталног опадања зависи од попречног пресека сателитове области и масе, као и од варијација у густини ваздуха горње атмосфере. Испод око 300 km, пропадање постаје много брже са животним веком који се мери у данима. Када сателит сиђе до висине од 180 km, почеће да гори у атмосфери. Друга космичка брзина која је потребна да би се извукао из гравитационог поља Земље и побегао у међупланетарни простор износи око 11200 m/s.
Гравитација Земље достиже далеко ван Ван Аленовог појаса и одржава Месец у орбити на просечној удаљености 384403 km. Област свемира где гравитација планете има тенденцију да доминира над кретањем објеката који се налазе у присуству других тела која утичу на кретњу (као што је друга планета) је позната по имену Хил сфера. За земљу, ова сфера има пречник од око 1500000 km.

## Области
Свемир је делимични вакуум: његове различите области се дефинишу различитим атмосферама и "ветровима" који су доминантни у оквиру њих, и простиру се до тачке где ти ветрови подлежу онима који се налазе испод њих. Геосвемир се простире од Земљине атмосфере па све до спољних граница магнетног поља Земље, где подлеже соларном ветру међупланетарног свемира, Међупланетарни свемир се простире до хелиопаузе, где соларни ветар подлеже међузвезданој ствари. Међузвездани свемир се даље простире све до ивица галаксије, где нестаје у међугалактичкој празнини.

### Геосвемир
Геосвемир је област свемира у близини планете Земље. Геосвемир обухвата горњу област атмосфере и магнетосфере.  Ван Аленов појас се налази у оквиру геосвемира. Спољна граница геосвемира је магнетопауза, која формира интерфејс између магнетосфере планете и соларног ветра. Унутрашња граница је јоносфера. Како су физичке особине и понашање простора у близини Земље подложни утицају понашања Сунца и свемирског времена, простор геосвемира је повезан унутар себе хелиофизиком; науком о Сунцу и његовом утицају на планете Сунчевог система.
Величина геосвемира, одређена магнетопаузом је набијена у правцу Сунца посредством притиска и соларног ветра, дајући јој типичну субсоларну удаљеност од 10 земљаних пречника од центра планете.
Геосвемир је насељен електрично напуњеним честицама са врло ниском густином, кретњама које контролише магнетско поље Земље. Ови облици плазме стварају облике из којих узнемиравања која подсећају на олује и које добијају енергију од соларних ветрова могу довести електричну струју до Земљине горње атмосфере. Током геомагнетских олуја две области геосвемира, радијацијски појас и јоносфера, могу постати снажно узнемирени. Ове олује повећавају флуксове енергетских електрона који могу тајно оштетити електронику сателита, а могу бити погубне и по астронауте, чак и у нижој Земљиној орбити. Такође стварају и поларну светлост, која је видљива у близини магнетног поља Земље.

#### Цислунарни свемир
Област изван Земљине атмосфере и која се шири све до изван Месечеве орбите, укључујући и Лагранжову тачку, се понекад назива цислунарни свемир.

### Међупланетарни свемир
Међупланетарни свемир, простор око Сунца и планета Сунчевог система, је област којом доминирају међупланетарни медијуми, и који се простире до хелиопаузе, где утицај галактичке средине почиње да доминира над магнетним пољем и флуксом честица са Сунца. Међупланетарни свемир је обликован соларним ветром, сталним током пуњених честица које потичу са Сунца и које стварају врло танану атмосферу за милијарде миља свемира. Овај ветар има густину честица која износи око 5–10 протона/cm³ и креће се брзином од 350–400 km/s. Удаљеност и снага хелиопаузе варира у односу на ниво активности соларног ветра.
Запремина међупланетарног свемира је скоро потпуни вакуум, са средњом слободном путањом која износи око једне астрономске јединице на орбиталној удаљености од Земље. Међутим, овај простор није потпуно празан, делимично је испуњен космичким зрацима, међу којима су јонизирани атомски нуклеуси и разне субатомске честице. Такође постоји и гас, плазма и прашина, мали метеори, и на десетине врста органских молекула.
Међупланетарни простор садржи магнетско поље које генерише Сунце. Такође постоје и магнетосфере које генеришу планете као што су Јупитер, Сатурн, Меркур и Земља, које имају своја лична магнетска поља.

### Међузвездани свемир
Међузвездани свемир је физички простор у оквиру галаксије који не заузимају звезде или њихови планетарни системи. Садржај међузвезданог свемира се назива међузвездани медијум. Просечна густина материје у овој области износи око 106 честица по m³, али ово варира од најниже вредности која може износити 104 – 105 у областима ретке материје до око 108 – 1010 у тамним маглинама. Области у којима се формирају звезде могу достићи густину од 1012 – 1014 честица по m³ (у поређењу са тим, густина Земљине атмосфере на нивоу мора износи 1025 честица по m³). Скоро 70% запремине међузвезданог медијума се састоји из усамљених хидрогенских атома. Оно је обогаћено хелијумским атомима, као и малим количинама тежих атома који се формирају кроз звездану нуклеосинтезу. Ови атоми могу бити лансирани у међузвездани медијум звезданим ветровима, или када развијене звезде почну да одбацују свој спољни омотач, као што је у случају формирања планетарне маглине. Катаклизмична експлозија супернове ће створити растући таласни шок који ће се састојати из лансираних материјала.
Постоји одређени број молекула у међузвезданом свемиру, а могу постојати и сићушне честице прашине. Подударање молекула откривених путем радио-астрономије се равномерно повећава за око четири нове врсте сваке године. Велике области материје веће густине, познате као гигантски молекулски облаци дозвољавају догађање хемијских реакција, међу којима су и формирање органских полиатомских врста. Већина ових хемијских реакција је покренута сударањима. Енергетски космички зраци пенетрирају хладне, густе облаке и јонизирају хидроген и хелијум. Јонизирани хелијум се може затим раздвојити на релативно обилан угљен-моноксид да би произвео јонизирани угљеник, што затим може изазвати органске хемијске реакције.
Локални међупросторни медијум је област свемира који се налази на удаљености од 100 парсека (pc) од Сунца, што га чини занимљивим не само због своје близине, већ и због његове интеракције са Сунчевим системом. Ова запремина се скоро па подудара са облашћу свемира који се назива Локални мехур, која је карактеристична по мањку густих, хладних облака. Формира шупљину у спиралној галаксији Орион Млечног пута, са густим молекуларним облацима који леже на њеним границама, као што су сазвежђа Змијоноша и Бик. Ова запремина садржи око 104–105 звезда, и локални међузвездани гас чини противтежу атмосферама које окружују ове звезде, са запремином сваке сфере која варира у зависности од локалне густине међузвезданог медијума.
Када се звезде крећу довољно високом брзином, њихове атмосфере могу створити шок лука приликом судара са међузвезданим медијумом. Декадама је сматрано да је и Сунце имало шок лука. Године 2012. су подаци Међузвезданог истраживача граница и НАСА-иног Војаџера да сунчев шок лука не постоји. Уместо тога, ови аутори тврде да талас лука Маховог броја дефинише транзицију са тока соларног ветра на међузвездани медијум.

### Међугалактички свемир
Међугалактички свемир је физички простор између галаксија. Велики простори између метагалаксија се називају празнине. Налазећи се између галаксија и окружујући их, постоји разблажена плазма која је организована у структуру галактичких влакана. Овај материјал се назива међугалактички медијум (IGM), и његова густина је 5–200 пута већа од просечне густине универзума. Састоји се углавном из јонизираног хидрогена; на пример: плазма која се састоји од једнаког броја електрона и протона. Како гас пада у међугалактички медијум из празнина, загрева се до температура које могу бити од 105 K до 107 K, што је довољно високо да би судари између атома имали довољно енергије и изазвали бег везаних електрона из хидрогенског нуклеуса; због тога је међугалактички медијум јонизиран. На овим температурама, назива се топли међугалактички медијум. Компјутерске симулације и посматрања показују да скоро половина атомске материје универзума бивствује у овом, топло-врелом, разблаженом стању. Када гас падне са влакнастих структура топлих међугалактичких медијума у метагалаксије на пресецима космичких влакана, може се још више загрејати, те досећи температуре од 108 K, па чак и више у том такозваном међуметагалактичком медијуму.

## Истраживања и апликације
Током целокупне људске историје, свемир је испитиван опсервацијом; прво голим оком а затим телескопом. Пре развијања сигурне ракетне технологије, најближе што је човечанство дошло свемиру било је путем летова балоном. Године 1935. је амерички Експлорер II балон са људском посадом достигао висину од 22 km. Ова висина је затим пређена 1942. године током трећег лансирања немачке ракете А-4, која је достигла висину од око 80 km. Године 1957. је беспосадни сателит Спутник 1 лансиран уз помоћ руске Р-7 ракете, те је достигао орбиту Земље на висини од 215 km. Након овога је уследио свемирски лет са људском посадом 1961. године, када је Јуриј Гагарин послат у орбиту на летелици Восток 1. Први људи који су изашли из Земљине орбите су били Френк Бормен, Џим Лавел и Вилијам Андерс 1968. године америчком летелицом Аполо 8, која је достигла лунарну орбиту  и највећу удаљеност од 377349 km од Земље.
Прва свемирска летелица која је достигла другу космичку брзину је била совјетска летелица Луна 1, која је пролетела поред Месеца 1959. године. Године 1961. је Венера 1 постала прва планетарна сонда. Открила је присуство соларног ветра и извела прво пролетање поред планете Венере, мада је контакт изгубљен пре достизања Венере. Прва успешна планетарна мисија је била Маринер 2, прелетање поред Венере 1962. године.  Прва свемирска летелица која је прелетела поред Марса је била Маринер 4, која је стигла до планете 1964. године. Од тада, многе беспосадне летелице су врло успешно истражиле све планете Сунчевог система, као и њихове месеце и многе мање планете и комете. Оне и данас остају главно оруђе за истраживање свемира, као и за посматрање Земље. У августу 2012. године је летелица Војаџер 1 постала први објекат направљен људском руком који је напустио Сунчев систем и ушао у међузвездани свемирски простор.
Одсуство ваздуха чини свемир (и површину Месеца) идеалне локације за астрономију на свим таласним дужинама електромагнетског спектра, како је и примећено путем спектакуларних слика уснимљених путем Хабл телескопа. Међутим, није свака локација у свемиру идеална за посматрање путем телескопа. Међупланетарни облак прашине емитује дифузну скоро па инфрацрвену радијацију која може маскирати емисију слабих извора као што су екстрасоларне планете. Померање инфрацрвеног телескопа изван прашине би повећало ефективност инструмента.
Беспосадне свемирске летелице у орбити Земље су постале врло важна технологија модерне цивилизације, која омогућава директно надгледање временских прилика, преношење комуникација на велике даљине као што су телефонски позиви и телевизијски сигнали, те пружају средства за прецизну навигацију, и дозвољавају даљинску детекцију Земље.